# Time for prints

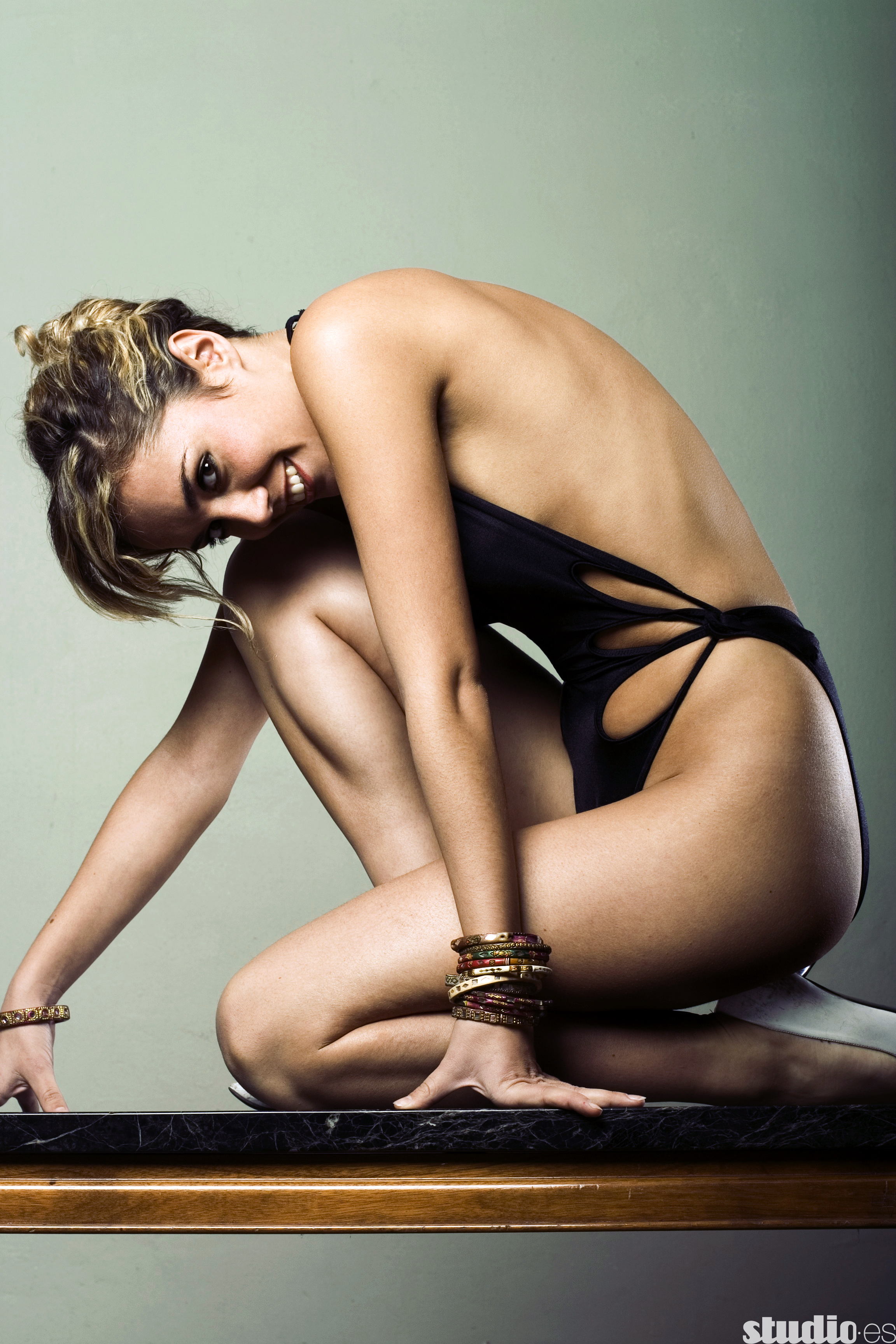
Modelka ve fotografickém studiu, ilustrační snímek

Time for prints (TFP) je forma dohody mezi fotografem a modelem/kou na focení, ve kterém nejsou žádné straně účtovány peníze a výsledné fotografie mohou obě strany využít pro svou prezentaci.
Tento termín se používá s různými kombinacemi: Time/Trade/Test For Prints/Portfolio/Pictures, popřípadě s koncovkou CD, zkracované na TFP resp. TFPCD či TFP/CD. Doslovný překlad je čas za fotografie, volnější pak čas/právo obchodu (výměnou) za zvětšeniny/portfolio (snímků). Případné „CD“ na konci zkratky pouze znamená, že toto portfolio bude předáno ve zdigitalizované podobě na kompaktním disku (Compact disk, CD), jinak mohou být předány jako fotokopie nebo vytisknuté digitální fotografie. To, jak budou fotografie předány a v jaké formě, bývá zvykem dohodnout před focením, písemně nebo slovně, stejně jako případné výlohy, které do TFP nebudou patřit a některá ze stran si je bude muset uhradit sama.

## Co TFP(CD) obnáší
Jde v podstatě o dohodu mezi modelem a fotografem, která se týká fotografování a způsobu naložení se vzniklými fotografiemi. Fotograf obvykle nabídne bez nároku na honorář modelu sérii nejlépe zdařilých fotografií. Model jako protislužbu většinou fotografovi poskytne licenci pro použití pořízených fotografií a udělí fotografovi dohodnutý model release.
TFP je vlastně formou barteru – žádná ze stran neplatí té druhé peníze (za fotografování jako takové) – a prospěch z této dohody mají obě strany: model(ka) získá fotografie do svého „booku“, kterými se může prezentovat (například pro další zakázky, konkurzy apod.) a fotograf další referenci a fotografie do svého portfolia. TFP praktikují začínající, amatérští a poloprofesionální i profesionální fotografové, často bývá používáno k vyzkoušení kreativního záměru.
V některých případěch se formou TFP focení hledají i modelky pro komerční zakázky nebo workshopy. V případě, že se jedná o pro modelku atraktivní focení (například s vysokými náklady nebo na atraktivní lokaci v zahraničí), byť výsledkem jsou fotografie určené ke komerčnímu užití, mohou být samotné fotky brány jako honorář za poskytnutá práva ke komerčnímu užití. Dalším případem bývá, že modelka pózuje pro fotografický workshop uznávaného fotografa. V takovém případě také může být jako protihodnota za poskytnuté služby modelce nabídnuta série fotografií od tohoto fotografa/lektora plus úhrada nákladů (například cestovné, ubytování apod.). I zde platí, že pro modelku musí být workshop (focení) atraktivní zajímavou lokací nebo kvalitou výsledných fotek, za nichž by musela za normálních okolností fotografovi platit. V obou těchto komerčních případech jde o fakt, že vztah mezi fotografem a modelkou je čistě na tomto TFP principu - modelka neplatí fotografovi, fotograf neplatí modelce, ale u obou případů mohou náklady na focení platit třetí strany. V případě komerční zakázky fotografovi platí náklady (včetně honoráře) klient, v případě workshopů platí náklady studenti. Na vztahu mezi modelkou a fotografem ale tyto skutečnosti nic nemění.  

## Co od TFP(CD) neočekávat
Od TFP(CD) by se nemělo očekávat:
- peníze (možná s výjimkou nákladů, které se samotným fotografováním přímo nesouvisejí a mohou být dohodnuty ad hoc, např. doprava)
- „méněcenné“ chování fotografa vůči modelu – vztah a spolupráce mezi oběma by měla být profesionální a ve stylu „rovný s rovným“
- apriori druhořadou kvalitu výsledných snímků – TFP není záminkou pro odbytí výsledné kvality
- volné pojetí či výklad dané dohody – standardem bývá písemná smlouva, která alespoň bodově ale jasně shrnuje práva a povinnosti obou stran
- nelimitovaná práva k užití ze strany fotografa – fotograf většinou zůstává vykonavatelem autorských práv na fotografie, ale model(ka) by měl(a) mít určité slovo, co se týče způsobu jejich užití (způsob šíření, teritoriální omezení apod.), a to zejména u aktů či nepovedených fotografií
- nelimitované množství fotokopií pro model(ku) – vzhledem k nákladům na pořizování kopií by výtěžkem spolupráce pro model(ku) z TFP mělo být „rozumné“ množství fotokopií přiměřené (reprezentovatelné) kvality